# Мали на летних Олимпийских играх 1980
Мали принимала участие в Летних Олимпийских играх 1980 года в Москве (СССР) в четвёртый раз за свою историю, пропустив Летние Олимпийские игры 1976 года, но не завоевала ни одной медали.

## Бокс

### Легчайший вес (54 кг)
- Мусса Сангаре — поражение в 1/32 финала от замбийского боксёра Лаки Мутале со счётом 0-5. Занял 33 место в итоговой таблице.

## Дзюдо

### Суперлёгкий вес (60 кг)
- Хабиб Сиссоко — поражение в 1/16 финала от алжирского дзюдоиста Ахмеда Муссы. Занял 19 место в итоговой таблице.

### Полулёгкий вес (65 кг)
- Абдулей Тера — поражение в 1/16 финала от португальского дзюдоиста Жозе Антониу Бранко. Занял 19 место в итоговой таблице.

### Лёгкий вес (71 кг)
- Поль Дьоп — поражение в 1/16 финала от исландского дзюдоиста Халльдоура Гудбьёднссона. Занял 19 место в итоговой таблице.

## Лёгкая атлетика

### Мужчины, 100 м
- Салиф Кон — участвовал в 9 забеге, где пришёл седьмым (время — 11.07), таким образом не пройдя в полуфинал. Занял 51 место в итоговой таблице.

### Мужчины, метание диска
- Намакоро Ньяр — принимал участие в квалификации, где забросил диск на дистанцию 57.34. Он занял 15 место и не смог пройти в финал.

### Женщины, 800 м
- Туре Фатальмуду — участвовала в 3 забеге, где пришла пятой (время — 2:19.8), таким образом не пройдя в полуфинал. Заняла 27 место в итоговой таблице.